# Melissodes sonorensis
Melissodes sonorensis là một loài Hymenoptera trong họ Apidae. Loài này được LaBerge mô tả khoa học năm 1963.